# Schöngeising
Schöngeising er en kommune i Landkreis Fürstenfeldbruck der ligger i den vestlige del af Regierungsbezirk Oberbayern i den tyske delstat Bayern. Den er en del af Verwaltungsgemeinschaft Grafrath. Schöngeising ligger omkring 7 km sydvest for Fürstenfeldbruck og 30 km vest for München.
Til kommunen Schöngeising, hører landsbyerne Jexhof og Zellhof.

## Vandkraftværk
I Schöngeising ligger ved floden Amper, det første tyske vandkraftværk til produktion af 3-faset vekselstrøm. Det blev oprettet i 1891-1892 efter planer af Oskar von Miller
- Wikimedia Commons har flere filer relateret til Schöngeising